# Umbryna iberyjska
Umbryna iberyjska, umbryna, drum iberyjski (Umbrina cirrosa) – gatunek morskiej ryby okoniokształtnej z rodziny kulbinowatych (Sciaenidae).

## Zasięg występowania
Umbryna iberyjska żyje we wschodniej części Oceanu Atlantyckiego (Zatoka Biskajska po południowe Maroko), w Morzu Śródziemnym, Czarnym oraz Azowskim. Prawdopodobnie przedostaje się do Morza Czerwonego.

## Charakterystyka
Ciało umbryny iberyjskiej jest srebrzyste, z ukośnymi brązowożółtymi smugami.

## Pożywienie
Umbryna iberyjska żywi się bezkręgowcami pobieranymi z dna.